# Вільгельм Ґеріке
Вільгельм Ґеріке (нім. Wilhelm Gericke; 18 травня 1845, Дойчландсберг, Австрія — 27 жовтня 1925, Відень, Австрія) — австрійський диригент і композитор.

## Життєпис
Закінчив Віденську консерваторію (1865), учень Фелікса Отто Дессоффа.
З 1874 року капельмейстер Віденської придворної опери; диригував, зокрема, першою у Відні постановкою опери Ріхарда Вагнера «Тангойзер». З 1880 року диригент віденського Товариства друзів музики. У 1884—1889 і 1898–1906 роках працював в США як головний диригент симфонічного оркестру Бостона, в перерві в 1890–1895 роках знову керував концертами віденського Товариства друзів музики, в 1895—1896 роках працював в Дрездені.
Композиторська спадщина Ґеріке складає Реквієм, кілька оперет, різні камерні ансамблі, дві фортеп'янні сонати.